# Liste der türkischen Botschafter in den Vereinigten Arabischen Emiraten
Der Botschafter in den Vereinigten Arabischen Emiraten leitet die Botschaft der Türkei in Abu Dhabi.
| Ernennung Akkreditierung | Botschafter           | Bemerkung                                                     | Liste der Ministerpräsidenten der Türkei | Premierminister der VAE        | Posten verlassen |
| ------------------------ | --------------------- | ------------------------------------------------------------- | ---------------------------------------- | ------------------------------ | ---------------- |
| 3. Dez. 1979             | Metin Kuştaloğlu      | 27. März 1972 – 28. September 1976: Generalkonsul in München, | Süleyman Demirel                         | Raschid bin Said Al Maktum     | 19. Aug. 1982    |
| 1. Sep. 1982             | Taner Baytok          |                                                               | Bülend Ulusu                             | Raschid bin Said Al Maktum     | 15. Jan. 1986    |
| 23. Jan. 1986            | Tugay Uluçevik        |                                                               | Turgut Özal                              | Raschid bin Said Al Maktum     | 27. Sep. 1989    |
| 1. Sep. 1989             | Uğurtan Akıncı        |                                                               | Yıldırım Akbulut                         | Raschid bin Said Al Maktum     | 12. Dez. 1991    |
| 23. Dez. 1991            | Ergün Pelit           |                                                               | Mesut Yılmaz                             | Muhammad bin Raschid Al Maktum | 29. März 1994    |
| 30. März 1994            | Ali Arsın             |                                                               | Tansu Çiller                             | Muhammad bin Raschid Al Maktum | 13. März 1998    |
| 13. März 1998            | Ercan Özer            |                                                               | Mesut Yılmaz                             | Muhammad bin Raschid Al Maktum | 8. Juni 2001     |
| 12. Juni 2001            | Ünal Ünsal            |                                                               | Bülent Ecevit                            | Muhammad bin Raschid Al Maktum | 12. Jan. 2004    |
| 14. Jan. 2004            | Selim Karaosmanoğlu   |                                                               | Recep Tayyip Erdoğan                     | Muhammad bin Raschid Al Maktum | 30. Apr. 2008    |
| 7. Mai 2008              | Hakkı Akil            |                                                               | Recep Tayyip Erdoğan                     | Muhammad bin Raschid Al Maktum | 16. Okt. 2009    |
| 19. Okt. 2009            | Şefik Vural Altay     |                                                               | Recep Tayyip Erdoğan                     | Muhammad bin Raschid Al Maktum | 3. Dez. 2014     |
| 12. Dez. 2014            | Mustafa Levent Bilgen |                                                               | Recep Tayyip Erdoğan                     | Muhammad bin Raschid Al Maktum | 2016             |
| 2016                     | Can Dizdar            |                                                               | Ahmet Davutoğlu                          | Muhammad bin Raschid Al Maktum |                  |